# Findabair
Findabair ['fʴindavirʴ], auch Finnabair ['fʴiNavirʴ], neuirisch Fionnabhair, ist im Ulster-Zyklus der keltischen Mythologie Irlands der Name einer Tochter des Königspaares Ailill mac Máta und Medb von Connacht.

## Mythologie und Etymologie
In der Erzählung Táin Bó Cuailnge („Der Rinderraub von Cooley“) wird berichtet, dass die Königin Medb nicht nur die „Gunst ihrer Schenkel“, sondern auch ihre Tochter Findabair einigen hervorragenden Kriegern zur Gattin verspricht, wenn sie den Feldzug der Connachter gegen Ulster unterstützen. Als nach einigen Zweikämpfen gegen den unbesiegbaren Cú Chulainn kein Connachter mehr den Kampf wagen will, verspricht sie sogar Fer Diad, dem Sohn ihres Liebhabers Fergus mac Róich, Findabair und eine goldene Gewandspange.
Nach dem gewonnenen Duell mit Fer Diad schläft Cú Chulainn erschöpft ein und der Anführer einer „Hundertschaft“ (rochad) von Ultern soll ihn unterstützen. Da sendet Medb diesem ihre Tochter für eine Liebesnacht zu, worauf er auf den Kampf verzichtet. Daraufhin entdecken im Connachter Heer sieben Helden zugleich, dass auch ihnen die schöne Findabair versprochen worden sei und sie entfachen aus Zorn gegen die Königin ein Blutbad in den eigenen Reihen mit 700 Toten. Als Findabair nun die Umtriebe ihrer Mutter erkennen muss, fällt sie vor Scham tot zu Boden.
In einer Version der Táin Bó Cuailnge soll Medb sie sogar Cu Chulainn angeboten habe, wenn er auf seine Angriffe auf die Connachter verzichte. Als ihm Findabir von einem als König Ailill verkleideten Hofnarren präsentiert wird, erkennt er den Betrug und tötet diesen, Findabair aber schneidet er ihre Zöpfe ab und schickt sie zu Medb zurück.
Im ersten Teil der Remscéla (Vorerzählung zum Rinderraub von Cooley) Táin Bó Froích („Das Wegtreiben der Rinder Froechs“) wird Froech mac Idaith als der Krieger genannt, der wegen Medbs Versprechen, ihm Findabair zu geben, als erster gegen Cú Chulainn kämpft und fällt.
Der Name Findabair setzt sich aus altirisch find/finn – „weiß“ und siabair – „Gespenst, Erscheinung“ zusammen. Eine etymologische Entsprechung ist im kymrischen Namen Gwenhwyfar (englisch Guinevere), der Gattin König Artus’, zu finden.